# Los Ríos (República Dominicana)
Los Ríos é uma cidade da República Dominicana pertencente à província de Bahoruco.
Sua população estimada em 2012 era de 4 188 habitantes.